# Фишер Атлетик
«Фишер Атлетик» — полупрофессиональный английский футбольный клуб из юго-восточного Лондона. Образован в 1908 году. Расформирован в 2009 году. Домашние матчи проводил на стадионе «Чемпион Хилл», домашнем стадионе Далвич Хамлет. В последний сезон выступал в Южной Конференции, шестом по значимости футбольном турнире Англии. Клуб был расформирован по решению суда 13 мая 2009 года, после неудачной попытки погасить долги. Однако 29 мая было анонсировано создание нового клуба Фишер Ф.К.. Новый клуб был заявлен в Лигу Кента, девятую по силе лигу в Англии в сезоне 2009-10.

## История
Клуб был основан в 1908 Майклом Кулитоном, директором школы Докланда, для привлечения к спорту юношей из неблагополучных семей. Клуб был назван в честь католического мученика Джона Фишера. Таким образом клуб являлся одним из немногих в мире, названных в честь человека. Ближайшим соседом клуба являлись "докеры" «Миллуола», но так как команды не так часто встречались между собой, то между ними не было жесткого соперничества. «Далвич Хамлет», часто считались ближайшими соперниками клуба, несмотря на совместный стадион в последнее время.
Команда участвовала в различных районных лигах до того как присоединилась к Парфенонской Лиге, в которой оставался до 1965 года. К этому времени клуб сложился и реформировался. В 1966 году клуб вступил в Западный дивизион Любительской лиги Кента.
Фишер был избран в Спартанскую лигу в 1974 году и выиграл подряд два чемпионских титула в ней в сезонах 1980-81 и 1981-82. Последний сезон совпал с переездом на специально построенный для них стадион в Доках Суррея.
Фишер был избран в Южную лигу в Южный дивизион в сезоне 1982-83 и выиграл чемпионат с первой попытки, получив повышение в Премьер дивизион. В сезоне 1984-85 Фишер впервые выступил в Кубке Англии в первом раунде проиграв клубу «Бристоль Сити» со счетом 1-0.
Клуб выиграл Южную лигу в сезоне 1986-87 и повысился в Конференцию. В следующем году клуб опять попадает в первый раунд Кубка Англии, где опять проигрывает 1-0, на этот раз клубу «Бристоль Роверс».
Успеха «Фишера» подошли к концу, когда в сезоне 1990-91 они вылетели из Конференции обратно в Южную Лигу. В сезоне 1991-92 их ждал второй подряд вылет уже в Южный дивизион Южной лиги, где они и находились до начала нового тысячелетия, в основном финишируя в середине таблицы.

### Последние сезоны
В сезоне 1999—2000 клуб выиграл Восточный дивизион Южной лиги, однако успех был недолгим, уже в следующем сезоне клуб вернулся обратно в Восточный дивизион, где на следующий год он финишировал шестым.
После двух сезонов в середине таблицы руководством была затеяна перестройка стадиона «Суррей Докс», а также поставлена цель вернуться обратно в Конференцию. Новые веяния сразу принесли успех. В сезоне 2004-05 был выигран Первый дивизион (Восток) Южной лиги и Главный кубок Лондона. «Фишерс» повысили в Премьер дивизион Истмийской лиги.
В сезоне 2005-06 «Фишер» финишировал третьим в Премьер дивизионе. Вдобавок к этому он выиграл Кубок Истмийской лиги и Главный кубок Лондона, а также в финале плей-офф обыграл «Хэмптон энд Ричмонд Боро» со счетом 3-0 и добился повышения в Южную Конференцию.
В сезоне 2006-07 клуб финишировал на 10-м месте в Южной Конференции. Клуб играл в атакующий футбол и в сезоне 2007-08 финишировал четвёртым, но в плей-офф проиграл «Хэмптон энд Ричмонд Боро», тем кого не пустил в Конференцию двумя годами ранее.
Летом 2008 года шесть игроков основы предыдущего сезона ушли в клубы Футбольной лиги. Финансовые трудности постигли клуб в сезоне 2008-09, а долги продолжали накапливаться. Клуб прекратил покупку футболистов в ноябре 2008. За неуплату налога на прибыль суд постановил ликвидировать клуб 13 марта 2009, с отсрочкой на 49 дней до 22 апреля, и продолжением отсрочки на 21 день до 13 мая 2009.
18 февраля 2009 года клуб объявил что войдет в историю, когда оператор турникетов Донна Пауэлл стала одной из первых женщин, управляющих мужским футбольным клубом в Британии, купив его за 250 фунтов. Однако все это оказалось просто рекламным трюком. «Дройлсден» стал первым мужским клубом в Британии, который управлялся женщиной в 2000 году. Это происходило во время 16-матчевой серии поражений с 19 ноября по 9 марта, и в конечном итоге клуб вылетел из лиги уже на 28 марта 2009.